# Provincia di Cañar
La provincia di Cañar è una delle 24 province dell'Ecuador, il capoluogo è la città di Azogues. Il nome della provincia deriva da quello dei Cañari, una popolazione precolombiana residente nell'area.
Situata nella parte centro meridionale del paese la provincia confina a nord con la provincia del Chimborazo, ad est con quella di Morona Santiago, a sud con la provincia di Azuay e ad ovest con la Provincia del Guayas.

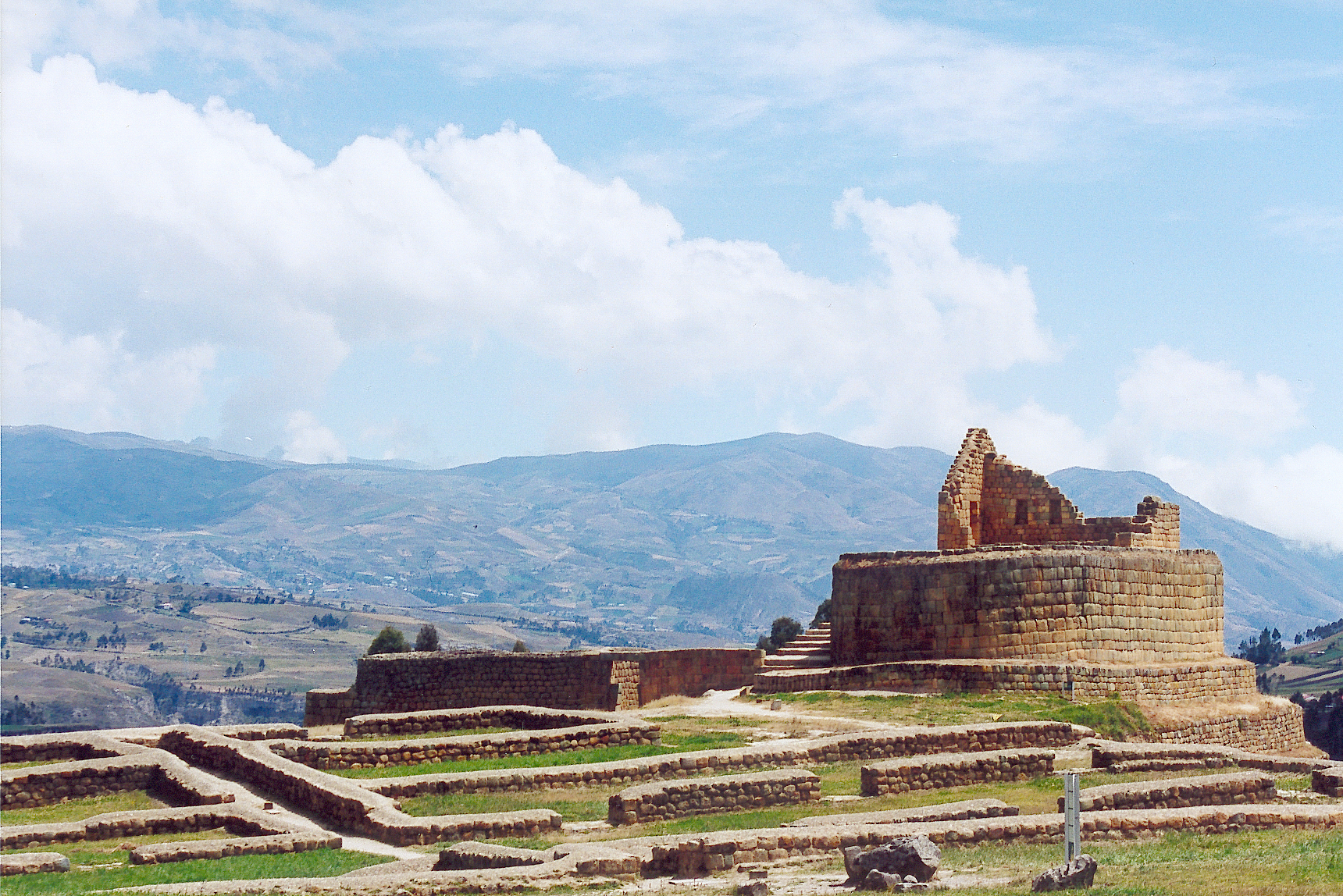
Rovine Inca presso Ingapirca

Una piccola parte del territorio della provincia è compreso nel Parco nazionale di Sangay ma la principale attrazione della provincia sono le rovine del complesso di  Ingapirca, il più significativo sito archeologico precolombiano dell'Ecuador situato circa 50 km a nord di Azogues.

## Cantoni
La provincia è suddivisa in sette cantoni:
| # | Cantone    | Capoluogo  |
| - | ---------- | ---------- |
| 1 | Azogues    | Azogues    |
| 2 | Biblián    | Biblián    |
| 3 | Cañar      | Cañar      |
| 4 | Déleg      | Déleg      |
| 5 | El Tambo   | El Tambo   |
| 6 | La Troncal | La Troncal |
| 7 | Suscal     | Suscal     |